# Championnats du monde d'Ironman 2024
Navigation
Édition précédente Édition suivante
Les championnats du monde d'Ironman 2024 se déroulent sur deux sites différents qui reçoivent alternativement les championnats masculins et féminins sur deux années consécutives. En 2024, pour sa 47e édition, les championnats se déroulent sur le site de Nice en France le 22 septembre 2024 pour une épreuve exclusivement féminine, le titre masculin se jouant sur le site historique de Kailua-Kona à Hawaï le 26 octobre 2024. En 2025, les catégories et les sites seront une nouvelle fois alternées.

## Contexte
Les championnats du monde d'Ironman 2024 se déroulent pour la deuxième fois sur deux sites différents. Pour les triathlètes masculins, le site historique de Kailua-Kona reçoit l'épreuve, pour les triathlètes féminines, la ville de Nice est le site d'accueil. Cette alternance fait partie d'un cycle de quatre ans de 2023 à 2026 entre Nice et Kailua-Kona,.

## Championnats masculins

### Site et parcours
Le championnat du monde se tient sur le site historique de l'Ironman de Kailua-Kona.

### Résumé de course
La course commence par une natation très serrée dans la baie de Kailua-Kona, où le Néerlandais Menno Koolhaas sort en tête en 47 min 2 s, suivi de près par le champion en titre Sam Laidlow et l'Espagnol Antonio Benito Lopez dans un groupe de 22 athlètes. Un second groupe comprenant le Danois Magnus Ditlev et le Suédois Robert Kallin sort de l'eau avec 46 secondes de retard sur le groupe de têtes. Sur la partie vélo, Sam Laidlow domine dès le départ, affichant ses intentions. Il bat son propre record du parcours avec un temps de 3 h 57 min 22 s, tandis qu'un des favoris, Kristian Blummenfelt souffrant de problèmes gastriques, vomit plusieurs fois vers le 70ᵉ kilomètre. Robert Kallin se hisse à la seconde place en fin de parcours vélo alors que Magnus Ditlev commence à ralentir près de l'aéroport. Le Français Léon Chevalier réalise une remontée de la 40ᵉ place en natation à la 4ᵉ place en arrivant à la seconde transition.  
Les conditions climatiques favorable, une température plutôt basse et un peu de vent favorisent des performances sur le vélo. Sept triathlètes battent l'ancien record du parcours. Néanmoins, à l'approche de la course à pied, la température grimpe jusqu'à atteindre les 30°C avec un taux d'humidité de 73 %. 
Le titre se joue durant la course à pied, où Patrick Lange, parti à la 11e position de l'ultime épreuve, avec neuf minutes de retard, réalise un marathon en 2 h 37 min 34 s  reprenant 20-25 secondes par kilomètre aux meneurs de la course. Il dépasse Sam Laidlow au 18ᵉ kilomètre, en souffrance dans les conditions difficiles et qui termine à la 18ᵉ place. Magnus Ditlev prend la seconde place du podium et L'Américain Rodolphe von Berg remporte la troisième place. La victoire de Patrick Lange lui permet d'égaler les performances de son compatriote Jan Frodeno et de l'Australien Craig Alexander, qui ont également 38 ans lors de leur troisième titre. L'épreuve est réalisée dans un temps global sans précédent, sept triathlètes battent le précédent record du parcours vélo, les 16 premiers terminent tous sous les huit heures, Patrick Lange battant le record de l'épreuve.

### Palmarès
« Top 10 » du championnat du monde.
| Médaille d'or      | 7 h 35 min 53 s | Patrick Lange      | Allemagne   | 47 min 9 s  | 4 h 6 min 22 s  | 2 h 37 min 34 s |
| Médaille d'argent  | 7 h 43 min 39 s | Magnus Ditlev      | Danemark    | 48 min 18 s | 4 h 2 min 52 s  | 2 h 46 min 10 s |
| Médaille de bronze | 7 h 46 min 0 s  | Rodolphe von Berg  | États-Unis  | 47 min 18 s | 4 h 5 min 49 s  | 2 h 48 min 11 s |
| 4                  | 7 h 46 min 54 s | Léon Chevalier     | France      | 50 min 43 s | 4 h 1 min 38 s  | 2 h 49 min 56 s |
| 5                  | 7 h 47 min 22 s | Menno Koolhaas     | Pays-Bas    | 47 min 2 s  | 4 h 5 min 2 s   | 2 h 50 min 2 s  |
| 6                  | 7 h 48 min 22 s | Gregory Barnaby    | Italie      | 47 min 12 s | 4 h 6 min 8 s   | 2 h 50 min 33 s |
| 7                  | 7 h 51 min 26 s | Cameron Wurf       | Australie   | 52 min 25 s | 4 h 3 min 59 s  | 2 h 50 min 11 s |
| 8                  | 7 h 51 min 55 s | Kieran Lindars     | Royaume-Uni | 47 min 12 s | 4 h 8 min 28 s  | 2 h 51 min 49 s |
| 9                  | 7 h 53 min 37 s | Kristian Hogenhaug | Danemark    | 48 min 24 s | 4 h 3 min 32 s  | 2 h 57 min 9 s  |
| 10                 | 7 h 54 min 50 s | Matt Hanson        | États-Unis  | 50 min 37 s | 4 h 14 min 11 s | 2 h 45 min 25 s |

## Championnats féminins

### Site et parcours
L'épreuve féminine du championnat du monde se tient à Nice reprenant le parcours des championnats du monde d'Ironman 2023. 
La température de l'eau inférieure à 21 degrées autorise les combinaisons pour la natation,.

### Résumé de course
L'avant-course est marqué par l'abandon de Lucy Charles-Barclay, la championne du monde en titre.
L'Allemande Laura Philipp remporte la victoire avec un temps de 8 h 45 min 15 s, suivie par la Britannique Katrina Matthews en deuxième position et l'Américaine Chelsea Sodaro en troisième. La Française Marjolaine Pierré termine en quatrième position.
La course commence dans des conditions agitées en Méditerranée pour l'épreuve de natation de 3,8 km. La Britannique Fenella Langridge sort en tête de l'eau. La Française Marjolaine Pierré sort en 10e position à moins d'une minute de Fenella Langbridge et prend la tête de course après 10 kilomères de vélo, l'Allemande Anne Haug abandonne à la suite d'un problème technique au 10e kilomètres. Marjolaine Pierré est reprise à environ la moitié du parcours vélo par Laura Philipp et Katrina Matthews qui entrent ensemble dans la seconde transition vers l'épreuve de course à pied.
L'épreuve finale de course à pied de 42,2 km est marquée par un duel entre Laura Philipp et Katrina Matthews pendant les 12 premiers kilomètres. Laura Philipp réussit à creuser l'écart pour s'imposer et remporter le titre. Katrina Mattews malgré des crampes réussit à se maintenir en seconde position. Chelsea Sodaro, championne en 2022, effectue une remontée pour sécuriser sa troisième place du podium.

### Palmarès
« Top 10 » du championnat du monde.
| Médaille d'or      | 8 h 45 min 15 s | Laura Philipp           |  | 0 h 53 min 16 s | 5 h 2 min 25 s  | 2 h 44 min 59 s |
| Médaille d'argent  | 8 h 53 min 20 s | Katrina Matthews        |  | 0 h 49 min 43 s | 5 h 5 min 43 s  | 2 h 53 min 6 s  |
| Médaille de bronze | 9 h 4 min 38 s  | Chelsea Sodaro          |  | 0 h 49 min 58 s | 5 h 15 min 14 s | 2 h 54 min 25 s |
| 4                  | 9 h 9 min 34 s  | Marjolaine Pierré       |  | 0 h 49 min 56 s | 5 h 12 min 27 s | 3 h 2 min 30 s  |
| 5                  | 9 h 15 min 47 s | Nikki Bartlett          |  | 0 h 55 min 30 s | 5 h 17 min 42 s | 2 h 57 min 24 s |
| 6                  | 9 h 19 min 8 s  | Marta Sánchez Hernández |  | 0 h 49 min 13 s | 5 h 18 min 0 s  | 3 h 6 min 27 s  |
| 7                  | 9 h 21 min 47 s | Penny Slater            |  | 0 h 56 min 46 s | 5 h 18 min 36 s | 3 h 1 min 22 s  |
| 8                  | 9 h 23 min 28 s | Lotte Wilms             |  | 0 h 49 min 19 s | 5 h 22 min 2 s  | 3 h 5 min 35 s  |
| 9                  | 9 h 25 min 9 s  | Jackie Hering           |  | 0 h 49 min 19 s | 5 h 22 min 2 s  | 3 h 5 min 35 s  |
| 10                 | 9 h 32 min 13 s | Hannah Berry            |  | 0 h 49 min 20 s | 5 h 28 min 25 s | 3 h 9 min 25 s  |